# Fritz Müller (Rennfahrer)

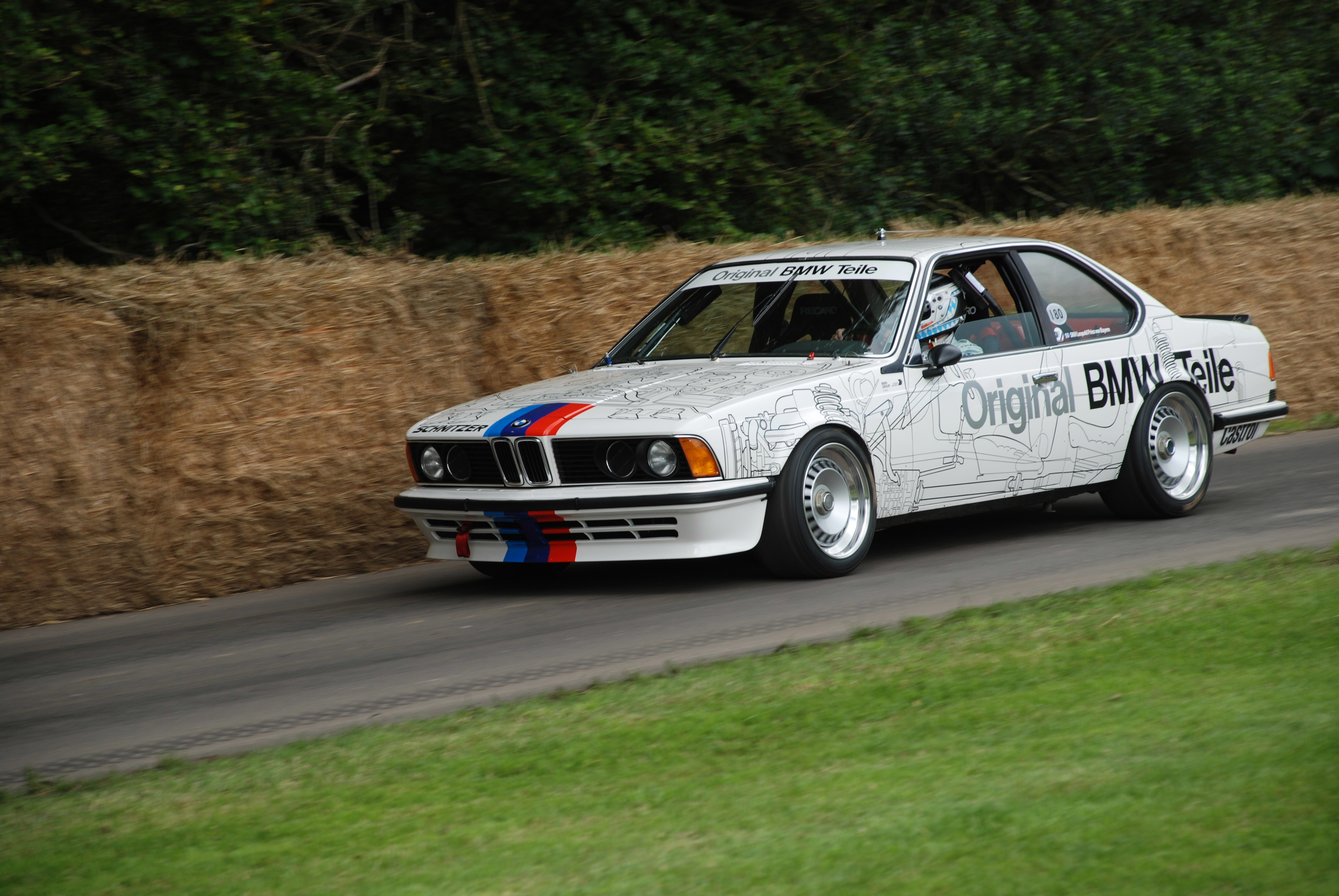
Der von Fritz Müller gefahrene BMW 635 CSi

Fritz Müller (* 2. April 1941 in Pfaffenhofen) ist ein ehemaliger deutscher Autorennfahrer und heutiger Unternehmer.

## Karriere
Fritz Müller stieg 1974 mit einem Porsche 911 Carrera RS in den Tourenwagen-Motorsport ein.
Dort fuhr er zunächst von 1975 bis 1978 im Deutschen Automobil-Rundstrecken-Pokal (DARM) in den Klassen GT+2.0 und Gruppe 3, bevor der in die der Deutschen Rennsport-Meisterschaft (DRM) wechselte.
Seinen ersten Klassensieg in der Gruppe 3 feierte er 1977 im Avus-Rennen und ein Jahr später seinen ersten Gesamtsieg in Mainz-Finthen. Im Rundstrecken-Pokal war sein bestes Ergebnis 1978 der 6. Platz der Rennsaison.
In der DRM startete Müller 1978 und 1979 mit einem Porsche 911 Carrera RS bei einigen Läufen in der 1. Division und wechselte 1980 auf einen Mazda RX-7. Parallel zur DRM nahm er ab 1979 verstärkt an der Tourenwagen-Europameisterschaft in der Division 4 und später ab 1982 in der Division 2 teil.
Zunächst mit einem Ford Capri III 3.0 S unterwegs, bestritt er ab 1980 zusammen mit Heinz Kuhn-Weiss seine Rennsaisons auf einen Mazda RX-7. Ende 1983 wechselte er auf einen BMW 635 CSi und fuhr damit noch zwei Rennen, das Letzte 1984 in der Tourenwagen-Europameisterschaft. Sein bestes Ergebnis in dieser Rennserie, den 10. Platz, feierte er 1981 zusammen mit Heinz Kuhn-Weiss.
Seine wenigen Langstreckenrennen bestritt Müller zumeist in der Sportwagen-Weltmeisterschaft. 1978 und 1979 fuhr er mit einem Porsche 911 Carrera RS beim 1000-km-Rennen auf dem Nürburgring, die er durch Ausfall nicht beenden konnte. Mehr Erfolg hatte er 1982 mit einem Porsche 930 in der Gruppe B, wo er bei den 1000-km-Rennen auf dem Nürburgring, von Spa-Francorchamps und von Mugello jeweils mit Georg Memminger den Klassensieg erzielte.
1984 und 1985 startete er mit einem BMW M1 in zwei Langstreckenrennen in der Gruppe B.
Müller nahm insgesamt an zwei Rennen bei den 24-Stunden-Rennen von Le Mans teil. 1983 fuhr er mit Georg Memminger und Heinz Kuhn-Weiss auf einem Porsche 930 auf einen 13. Gesamtplatz. 1993 startete er mit Klasse Gustl Spreng und Sandro Angelastri in einem Porsche 911 Carrera RS (Typ 964) in GT-Klasse und belegte den 21. Platz.
Größere Bekanntheit erlangte er durch seine Teilnahme in der Deutschen Tourenwagen-Meisterschaft (DTM). Dort startete er von 1984 bis 1989 mit einem BMW 635 CSi. Sein bestes Ergebnis in der DTM erzielte er 1986 mit dem 10. Platz der Gesamtwertung.
1989 zog Müller sich aus dem aktiven Rennsport zurück und startete nur noch 1993 bis 1995 in einigen wenigen Langstreckenrennen, wie den 24-Stunden-Rennen von Daytona, den 24-Stunden-Rennen von Spa-Francorchamps und den 4-Stunden-Rennen auf dem Nürburgring.
Heute führt er sein Weissbierproduktions-Unternehmen Müllerbräu.

## Statistik

### Le-Mans-Ergebnisse
| Jahr | Team                 | Fahrzeug                         | Teamkollege     | Teamkollege       | Platzierung | Ausfallgrund |
| ---- | -------------------- | -------------------------------- | --------------- | ----------------- | ----------- | ------------ |
| 1983 | Georg Memminger      | Porsche 930                      | Georg Memminger | Heinz Kuhn-Weiss  | Rang 13     |              |
| 1993 | Muhlbauer Motorsport | Porsche 911 Carrera RS (Typ 964) | Gustl Spreng    | Sandro Angelastri | Rang 21     |              |